# Pilar Roldán
Pilar Roldán (n. 18 noiembrie 1939, Ciudad de México, Mexic) este o scrimeră mexicană, medaliată olimpică. A participat la 3 ediții ale Jocurilor Olimpice (1956, 1960, 1968) în care a câștigat o medalie de argint.